# کنسرتو برای فلوت، هارپ و ارکستر (موتسارت)
کنسرتو برای فلوت، هارپ و ارکستر در دو ماژور ک. ۲۹۹، اثر ولفگانگ آمادئوس موتسارت که آن را در سال ۱۷۷۸ نوشته‌است. این قطعه در کنار کنسرتو پیانوی شماره ۱۰ ک. ۳۶۵ و سینفونیا کنسرتانته ک. ۳۶۴ تنها کنسرتوهای موتسارت هستند که برای دو تکنواز نوشته شده‌اند و تنها قطعه‌ای از موتزارت است که هارپ در آن به کار رفته‌است. این قطعه یکی از محبوب‌ترین قطعات «دابل» در رپرتوارها بوده‌است و در ضبط‌های استودیویی سازهای فلوت و هارپ نیز به‌وفور یافت می‌شود.

## سبک و عناصر
اتمام نگارش آن به آوریل ۱۷۷۸ و اقامت ۶ ماههٔ موتزارت در پاریس بازمی‌گردد. قطعه توسط Adrien-Louis de Bonnières, duc de Guînes، یک فلوتیست معروف برای تمرین توسط خودش و دخترش که مشغول فراگرفتن هارپ بوده، درخواست شده‌است. در مورد اجراهای اولیهٔ آن اطلاعات زیادی در دست نیست ولی احتمال دارد که همین دختر و پدر اولین نوازندگان آن بوده باشند. در دوران کلاسیک هارپ (چنگ) هنوز در دست توسعه بود و عملاً یک پیانوی کشیده شده محسوب می‌شد و یک ساز رسمی ارکستر به حساب نمی‌آمد. به همین دلیل ترکیب آن با فلوت یک ترکیب بسیار عجیب محسوب می‌شد، هرچند امروزه قطعات زیادی برای این دو ساز وجود دارند که توسط آهنگسازان قرن ۱۹ ام نوشته شده‌اند.
این قطعه اساساً در فرم سینفونیا کنسرتانته است که در آن زمان محبوب بوده‌است. اما امروزه به عنوان کنسرتو در اجراها نواخته می‌شود و معمولاً با هدف نشان دادن توانایی‌های فلوتیست‌ها و هارپیست‌های خود ارکستر نوازنده آن را می‌نوازند!
پارت هارپ آن بیشتر به یک پیانو می‌ماند، زیرا ترکیب‌های ۵ و ۱۰ تایی بسیاری در آن دیده می‌شود که برای نوازندهٔ هارپ به هیچ وجه آسان نیستند! موتزارت خود برای قطعه کادانسی ننوشته‌است (البته آلفرد اینشتاین معتقد است که این کادانس‌ها "گم شده‌اند") اما تعدادی کادانس بسیار محبوب برای آن نوشته شده‌است که در اکثر اوقات نواخته می‌شوند مانند کادانس‌های Carl Reinecke و André Previn. دست خط اصلی آن نیز در کتابخانهٔ دانشگاه یاگیلونیا در کراسکو نگهداری می‌شود.

پارتیتور این قطعه شامل ابوا، هورن و سازهای زهی در کنار سولیست‌ها می‌شود. سولیست‌ها در این قطعه علاوه بر پارت‌های خود، هر از چندگاهی نیز با ارکستر هم نوازی می‌کنند و گاهی نیز قطعه تبدیل به یک دوئت بین فلوت و هارپ می‌شود. از نظر هارمونیک و فرم، این قطعه از استادارد کنسرتوهای موتزارت (فرم سونات به شکل سریع – آرام – سریع) تبعیت می‌کند.
1. آلگرو: هر دو تم توسط ارکستر بیان می‌شوند، یکی بلافاصله بعد از شروع و دیگری توسط هورن. سپس دو سولیست در فرم سونات به گسترش تم‌ها می‌پردازند.
2. آندانتیو: عبارات کوتاه در این موومان ابتدا توسط سازهای زهی بیان می‌شوند و در واقع تبدیل به واریاسیون می‌گردند. کادانس در این قطعه به یک کودا ختم می‌شود که در آن ارکستر و سولیست‌ها تم اول را به شکلی شاعرانه بازگو می‌کنند. این موومان در فا ماژور است.
3. روندو آلگرو: فرم هارمونیک آن به شکل A-B-C-D-C-B-Cadenza-A(coda) است. البته بعضی موسیقی دانان معتقدند که این یک شکل «قوس» ی است زیرا ملودی بخش A در بخش‌های C و D نیز قابل شنیدن است.

## ضبط‌ها و ویرایش‌ها
ادیت‌های مختلفی از این قطعه موجود است که در تمام آن‌ها سعی شده‌است تا با تعویض انگشت گذاری و بازنویسی تریل‌ها، پارت مربوط به هارپ ساده‌تر گردد. بیشتر ضبط‌های این قطعه نیز توسط جیمز گالوی ارائه شده‌اند که آن را به دفعات با هارپیست‌هایی مانند فریتز هلمیس، ماریسا رابلز و آنه هابسون ضبط کرده‌است.